# Trevor Berbick vs Mike Tyson
Trevor Berbick vs Mike Tyson "Judgment Day", (Giorno del giudizio), è stato un match di pugilato disputatosi il 22 Novembre 1986. Tyson vinse il titolo WBC di campione dei pesi massimi, divenendo il più giovane campione dei massimi di sempre.

## Contesto
Tyson arrivò all'incontro con un record di 27 vittorie, di cui 25 per KO, imponendosi come il miglior contendente al titolo e considerato da molti già come il miglior peso massimo in circolazione. Berbick aveva vinto il titolo ad inizio anno contro Pinklon Thomas.
La location fu l'Hilton Hotel di Las Vegas, sede molto in voga per il campionato del mondo verso fine anni 80. L'arbitro fu Mills Lane.

## L'incontro
Tyson attaccò immediatamente Berbick, portando colpi singoli ma potenti al corpo e alla testa, nelle primissime fasi del match Berbick provò a contrattaccare e a contenere il pugile americano, ma con poco successo. Tyson porta a segno una combinazione di quattro ganci alla testa che scombussolano Trevor, altre serie di combinazione colpiscono Berbick che però resiste e rimane in piedi, mostrando molta resistenza.
Il secondo round cominciò con un immediato atterramento, dopo pochi secondi, con un Berbick al tappeto, si rialzò rapidamente cercando di controllare il match in clinch. Ma dopo poco fu abbattuto da un gancio sinistro alla tempia. Il campione si rialzò per poi ricadere nuovamente. Scosso dal martellamento di Tyson, Mills Lane fermò l'incontro per KO tecnico al 2º round.

## Conseguenze
La difesa di Berbick del titolo durò pochi mesi, Tyson invece diventò il più giovane campione del mondo dei pesi massimi, all'età di soli 20 anni, battendo il record precedentemente tenuto di Floyd Patterson di 21. Patterson fu allenato da Cus D'amato, come lo stesso Tyson (ma solo per i primissimi anni di carriera). Tyson incassò 1 milione e mezzo di dollari mentre Berbick 2,1 milioni.
Tyson successivamente vinse anche il titolo WBA e IBF dei pesi massimi, unificando e diventando il campione indiscusso della categoria, difendendo il titolo fino al 1990.